# Diana Chesney
Diana Chesney (Mandalay, 17 novembre 1916 – Los Angeles, 7 maggio 2004) è stata un'attrice statunitense, originaria della Birmania.
Ha iniziato a lavorare come attore nel 1948 ed ha partecipato tra gli altri, in un doppiaggio, nel film Basil l'investigatopo del 1986 in cui dà la voce alla signora Placidia.
È morta di cancro nel 2004, a 87 anni.

## Filmografia parziale

### Cinema
- Il capitano soffre il mare (Barnacle Bill), regia di Charles Frend (1957)
- La spia di Scotland Yard (The Shakedown), regia di John Lemont (1960)
- Nato con la camicia (Three on a Spree), regia di Sidney J. Furie (1961)
- La camera blindata (Strongroom), regia di Vernon Sewell (1962)
- La dolce vita... non piace ai mostri (Munster, Go Home!), regia di Earl Bellamy (1966)
- Il pirata del re (The King's Pirate), regia di Don Weis (1967)
- Il corsaro della Giamaica (Swashbuckler), regia di James Goldstone (1976)
- Basil l'investigatopo (The Great Mouse Detective), regia di Ron Clements (1986) - voce
- Robin Hood - Un uomo in calzamaglia (Robin Hood: Men in Tights), regia di Mel Brooks (1993)

### Televisione
- L'impareggiabile Glynis (Glynis) – serie TV, episodio 1x13 (1963)
- Gli inafferrabili (The Rogues) – serie TV, episodio 1x05 (1964)